# Río Dessoubre
El río Dessoubre es un corto río de Francia, un afluente del río Doubs, uno de los ríos de la cuenca del río Ródano. Tiene una longitud de 33,3 km, una cuenca de 560 km². El río nace en el Cirque de Consolation y desagua en el Doubs en Saint Hippolytte y discurre únicamente por el  departamento de Doubs.

## Enlaces externos

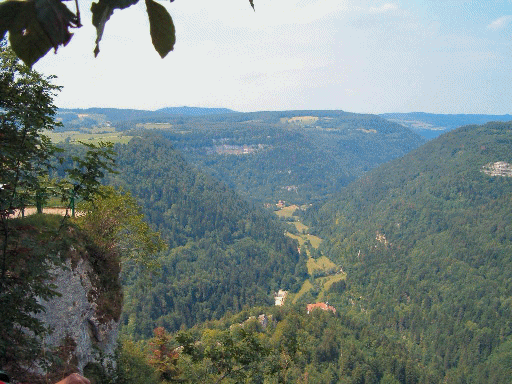
Vista del Circo de la Consolación, origen del Dessoubre.